# Erigeron scopulinus
Erigeron scopulinus là một loài thực vật có hoa trong họ Cúc. Loài này được G.L.Nesom & V.D.Roth mô tả khoa học đầu tiên năm 1981.